# Abel Grimmer

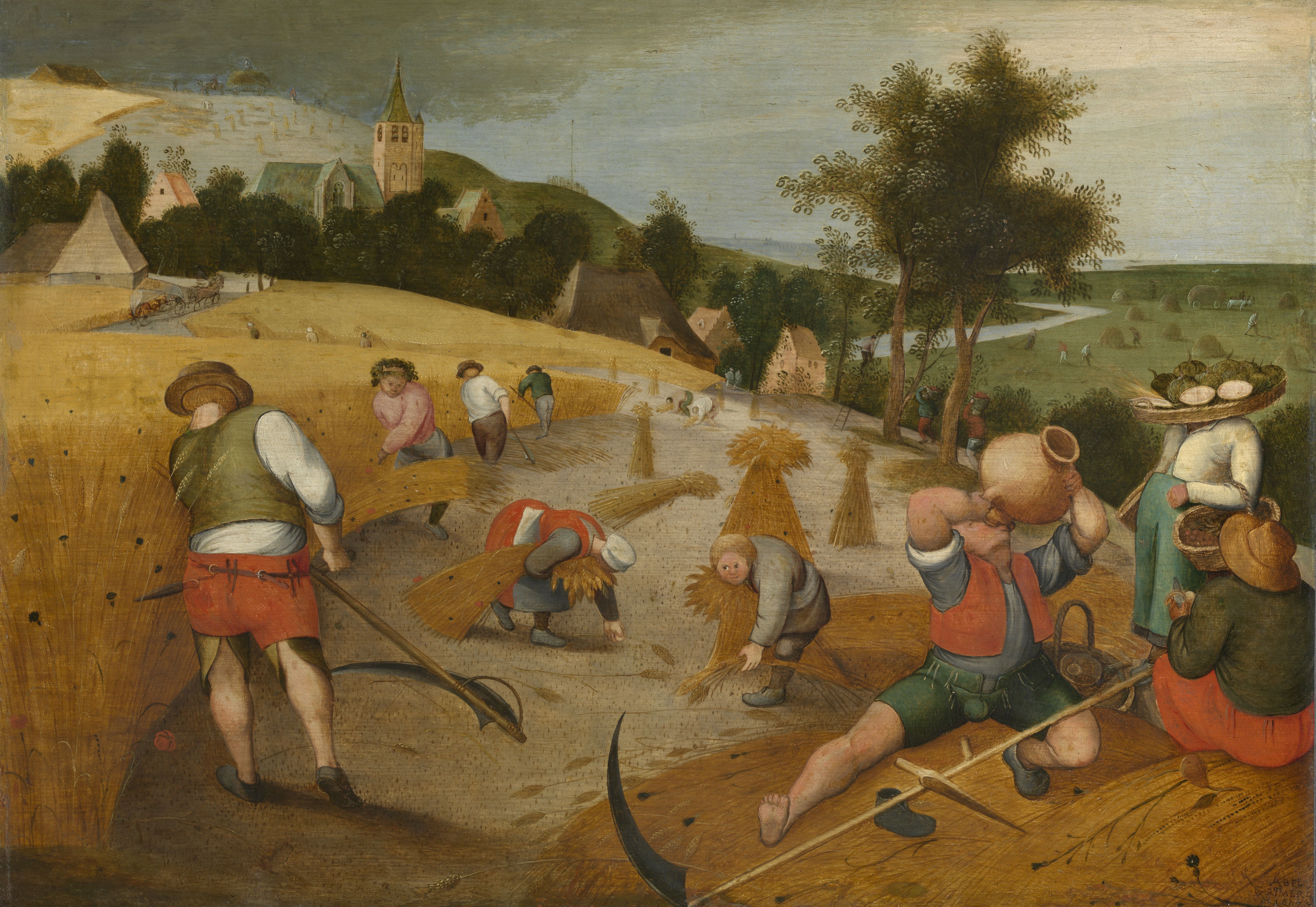
Lato, 1607

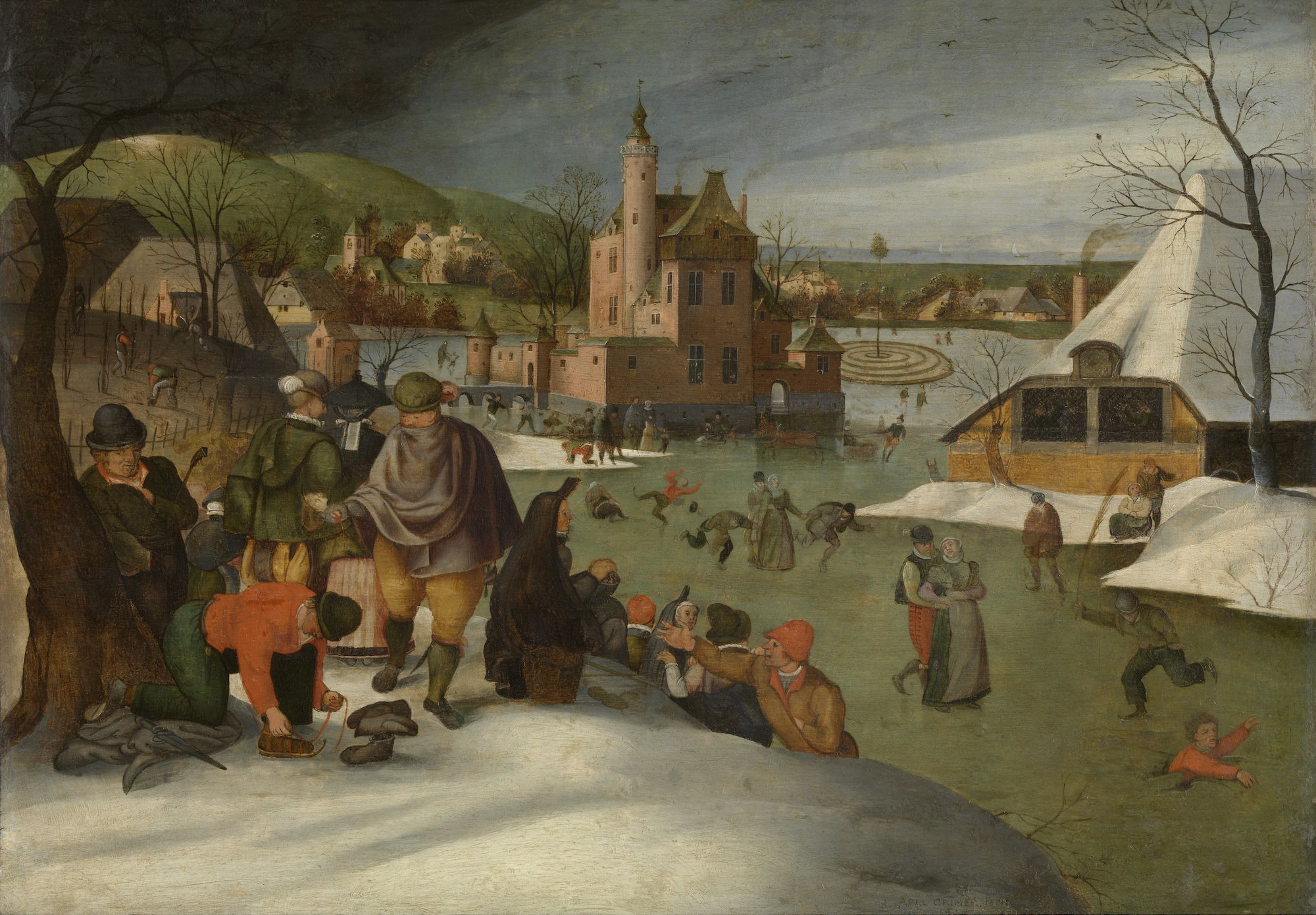
Zima, 1607

Abel Grimmer lub Grimer (ur. ok. 1570 w Antwerpii, zm. na przełomie 1618 i 1619 tamże) – flamandzki malarz barokowy.
Jego nauczycielem był ojciec, malarz pejzażysta Jacob Grimmer (ok. 1525–1590). W 1591 ożenił się Cathariną Lescornet, a rok później, podobnie jak ojciec, został mistrzem (wijnmeester) gildii św. Łukasza w Antwerpii.
Grimmer malował zwykle niewielkie pejzaże, dokumentujące życie wsi i miast Flandrii. Często nawiązywał do tematyki biblijnej, jego prace tworzyły serie i sezony związane z miesiącami lub porami roku. Prace artysty były inspirowane dziełami Pietera Bruegla starszego i Hansa Bola, część z nich to wierne kopie ich grafik.

## Wybrane prace
- Łyżwiarze w bramie Saint Jacques, 1602,
- Prace wiejskie, 1600,
- Chrystus u Marty, 1614.